# Josephin Böttger

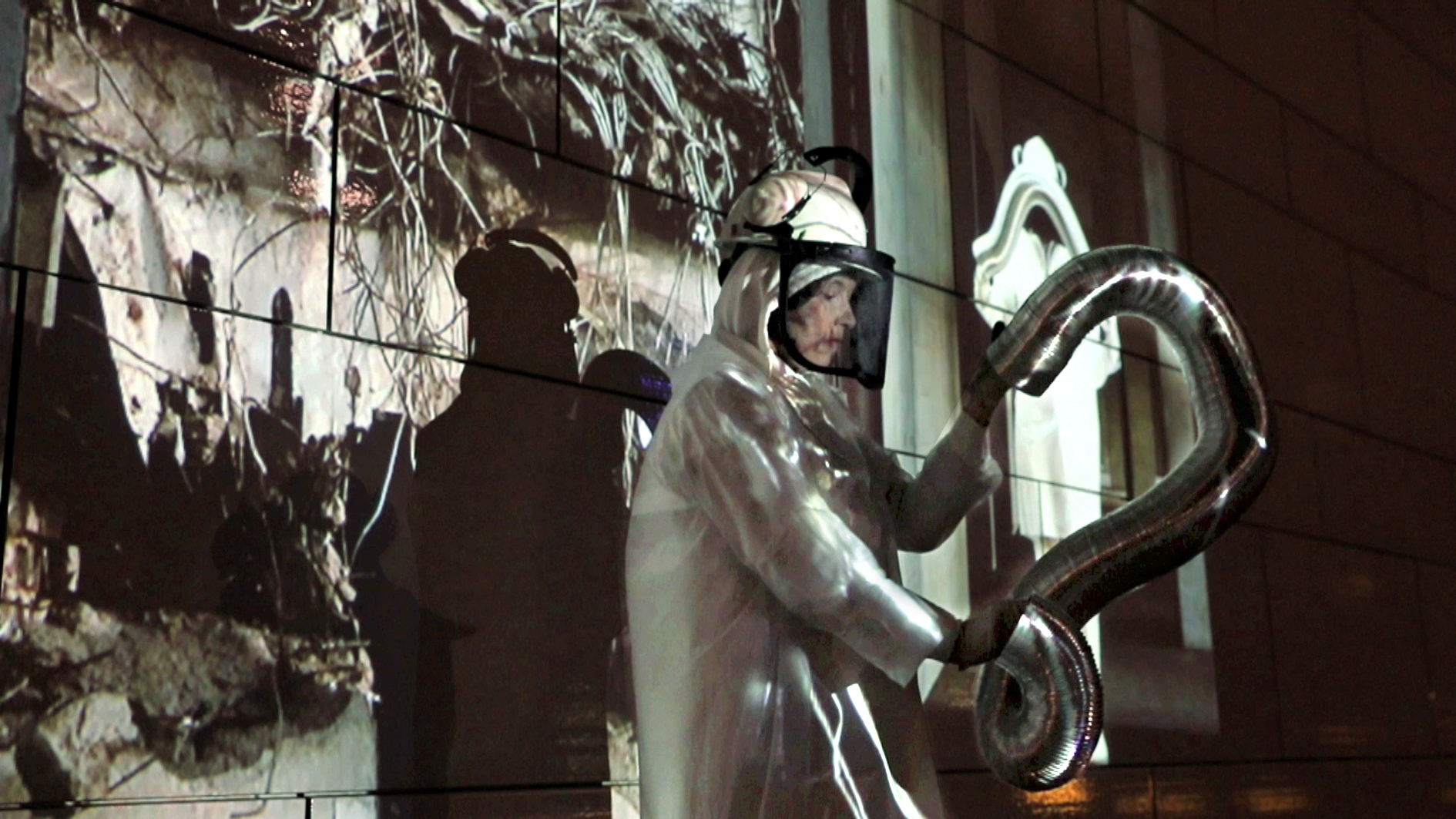
Josephin Böttger in TOPIA II, mobile Projektion und Performance, Buenos Aires Kai, Hamburg 2019

Josephin Böttger (* 1965 in Hamburg) ist eine deutsche Videokünstlerin, die in ihren Werken verschiedene Elemente einsetzt: Film, Installation, Performance, Fotografie und Zeichnung.

## Leben

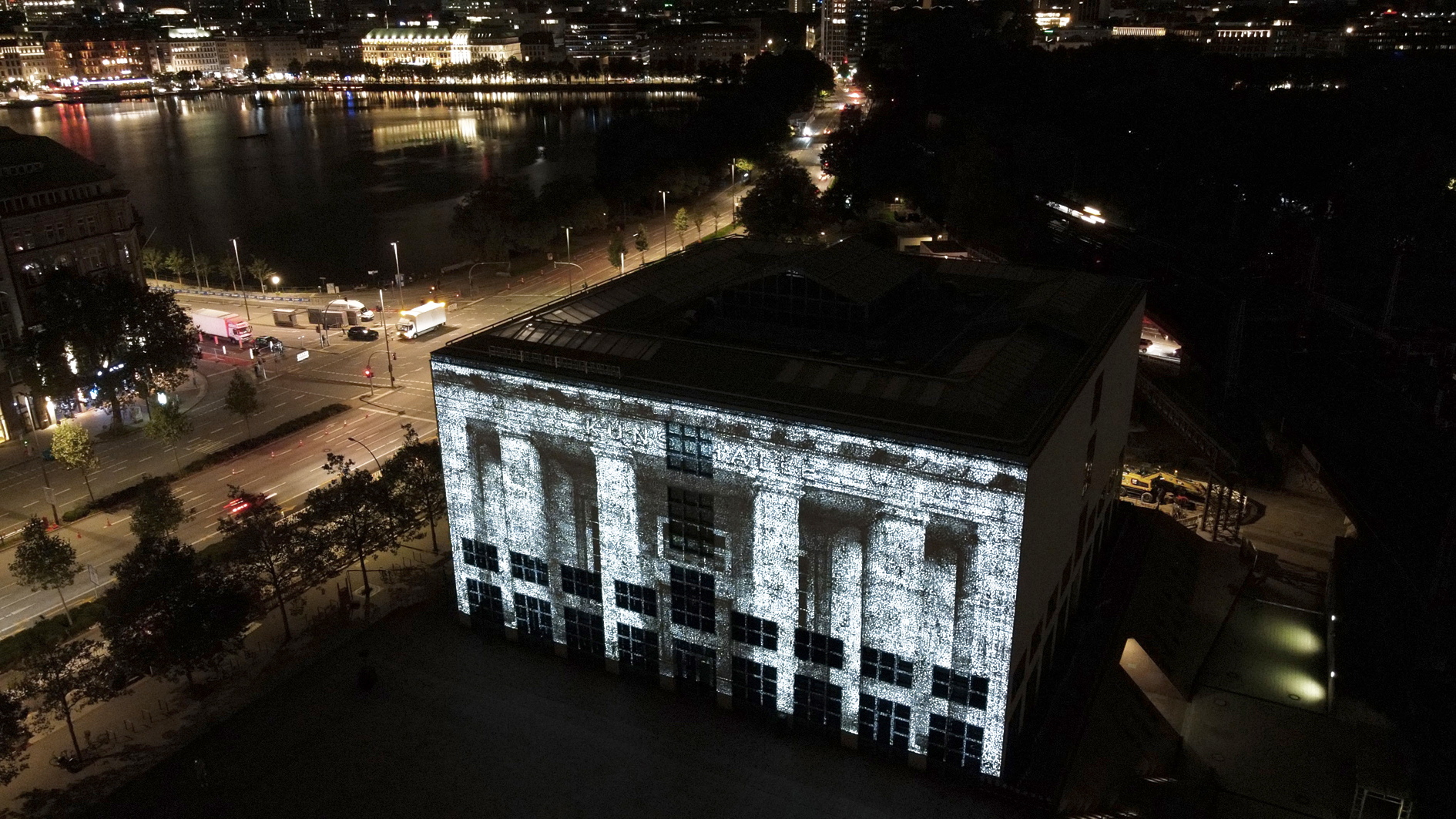
DEVIATION ONE, Projektion auf die Galerie der Gegenwart 2021

Zu Beginn ihrer Laufbahn, ab Anfang der 1990er Jahre, produziert Josephin Böttger experimentelle Kurzfilme im Super 8 und 16 mm Format. In den 90er Jahren beginnt sie ihr Studium der visuellen Kommunikation an der HfBK Hamburg. Seit ihrem Diplom in 2002 konzipiert sie ihre Arbeiten meistens für 2- bis 6-Kanal-Videoinstallationen, die auf internationalen Ausstellungen und als Projektionen im öffentlichen Raum zu sehen sind.

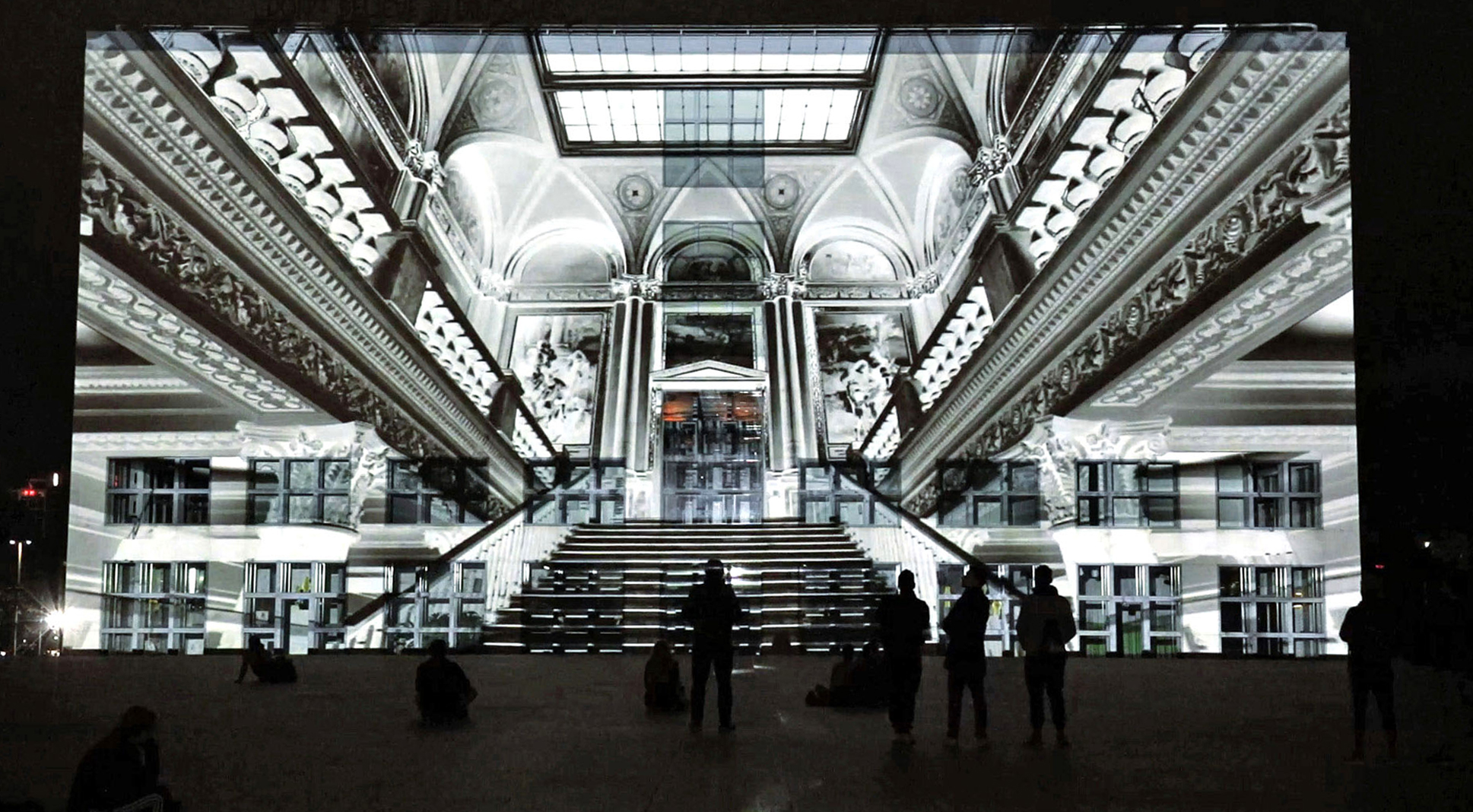
Deviation One, Projektion auf die Galerie der Gegenwart, Hamburger Kunsthalle 2021

## Werk
In ihren Mehrkanal-Arbeiten arrangiert und überblendet die Künstlerin Zeichnung und Realbild, dokumentarische Aufnahmen und gefilmte Performances. Sie bedient sich eines eigenen visuellen Repertoires, in dessen Zentrum meistens die Motive Architektur und Zeit stehen. Ihre Arbeiten behandeln die Metamorphose des städtischen Raums und thematisieren die Chronologie und Ästhetik des ständigen Neu- und Umbaus, vor deren Hintergrund sie eine Kaleidoskopierung verschiedener Seinszustände vornimmt. Themen der Wissenschaft werden in ein alltägliches Ambiente versetzt, wie zum Beispiel die Untersuchung somnambuler Gehirntätigkeit in die Ruinenkulisse eines Abrisshauses oder Versuche, die Gesetze der Schwerkraft zu brechen vor den Hintergrund einer Imbissstube in urbaner Industrielandschaft.

In ihre Aufnahmen bindet die Videokünstlerin häufig alltägliche Gegenstände ein. Diese Readymades werden durch digitale Prozesse verfremdet, in Bewegung gebracht und in neue Kontexte gesetzt. Mit Zeitraffer und Serialität überhöht sie dokumentarische Szenen des öffentlichen Lebens und rückt sie in ein neues Licht. In einigen ihrer Videoarbeiten erzielt sie durch Sequenzierung und Parallelisierung eine lineare Anordnung, in der die Iteration sich bis zur Ornamentik steigern kann, um dann erneut in völlig neue Objekte zu zerfallen. Die Bilderfolgen sind im Wesentlichen rhythmisch angelegt – ähnlich einer Partitur. In dem Projekt Deviation One beruht die Komposition des Videos auf dieser Vorgehensweise.  

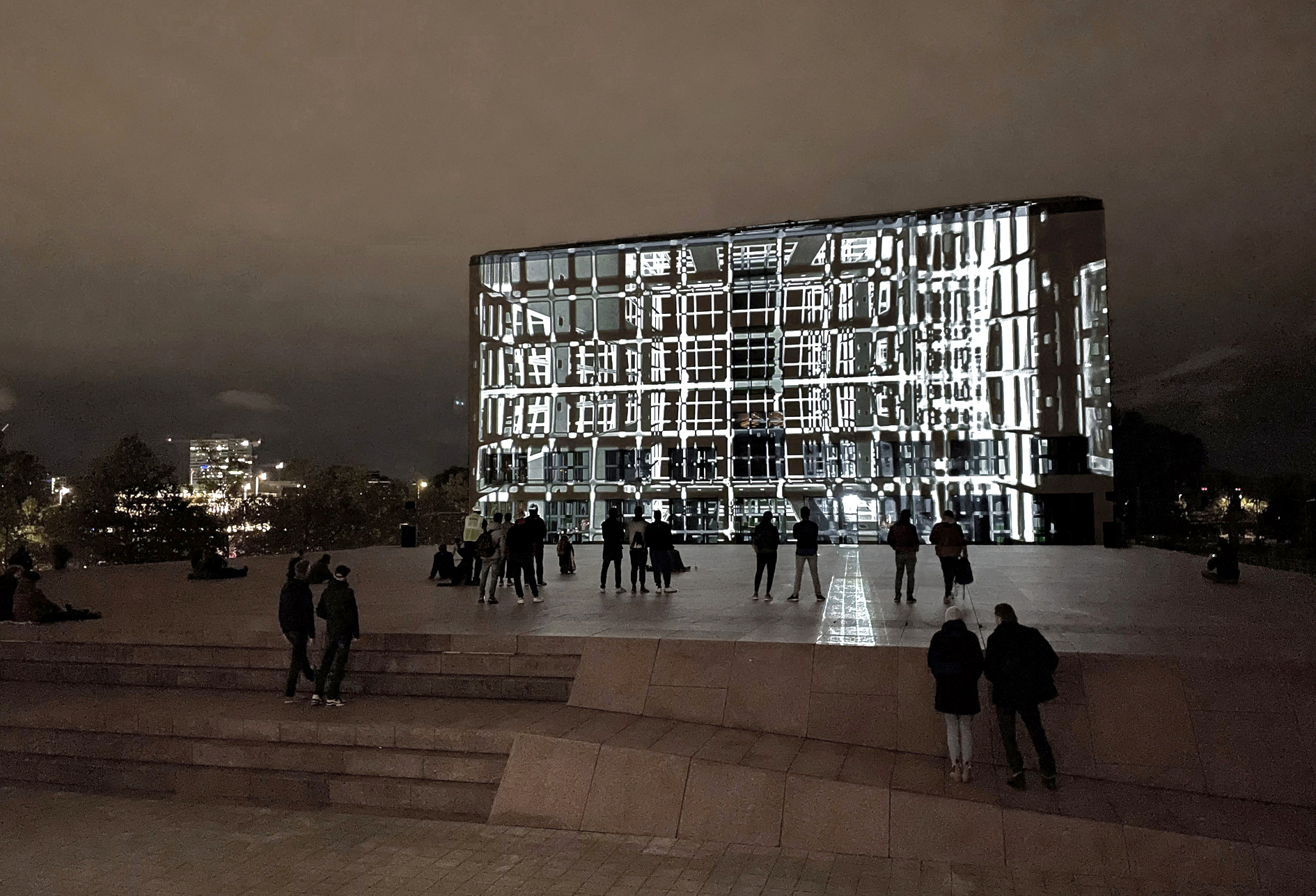
Deviation One, Projektion auf die Galerie der Gegenwart, Hamburger Kunsthalle 2021

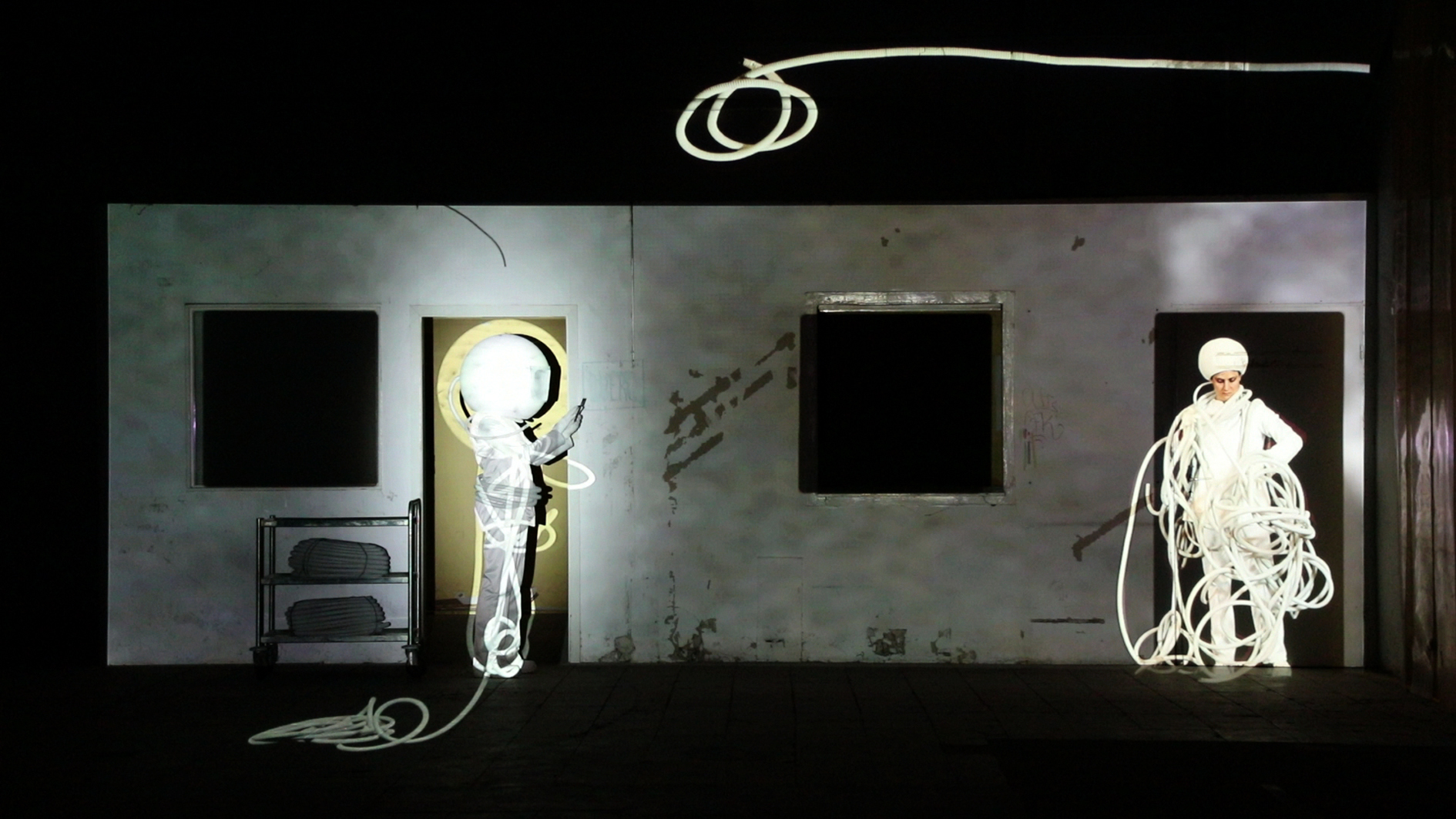
Chains of Mania, Video- und Soundinstallation mit mobiler Projektion und Live Performance, Kraftwerk Bille, 2020

In vielen ihrer Videoinstallationen und Filmen wirkt Josephin Böttger selbst als eine oder sogar mehrere Protagonistinnen mit. Einige Projekte entstanden in Kooperation mit Performance-Künstlern. Wie zum Beispiel in dem Projekt Chains of Mania (2020), in dem Carolin Jüngst als lebendige Dimension in den Projektionen agierte. Die Kamera bei den Video-Produktionen macht sie meistens selbst, ebenso wie das Licht und das Setting. Die Tonebene entsteht oft in Kooperation mit anderen Künstlern, wie zum Beispiel mit Felix Kubin, dem Nelly Boyd Ensemble oder Kassof. Der Projektentwicklung geht häufig eine Raum- und Klang-„Vermessung“ voraus. In dem Projekt Chains of Mania untersuchte Felix Kubin das Echo und den Nachhall in der ehemaligen Industriehalle des Kraftwerks Bille, um eine den Raum durchkreuzende Klangkomposition zu entwickeln. Die Videosequenzen wurden für verschiedene dreidimensionale Projektionsflächen innerhalb der gigantischen Kesselhalle passgenau konzipiert. Mit einem fahrbaren Projektor ließ Josephin Böttger Bildelemente über Wände und Körper gleiten. Architektur, Bild, Klang und Performance verschmolzen zu einem großen mechanistischen Environment.
Im September 2021 wurde ihre Video- und Soundinstallation Deviation One auf der Fassade der Galerie der Gegenwart gezeigt. Auch hierfür war eine genaue Vermessung der Fassade Grundlage der Bildkomposition und Feldaufnahmen der Geräusche im direkten Umfeld der Gebäude hatten Einfluss auf die Klangkomposition.
Der öffentliche Raum ist seit ihrer ersten mobilen Projektion 2007 in Manhattan einer der favorisierten Aktionsfelder der Künstlerin. Die spezifischen Charakteristiken der urbanen Umgebungen werden Bestandteil der mobilen Projektionen und Video-Performances. Gebäudefassaden werden zu dynamischen Projektionsflächen und verändern temporär ihre visuelle Struktur. Die Bewegung der Bilder im Raum erzeugt dabei perspektivische Verzerrungen und durch die Interaktion der Projektionen mit den urbanen Oberflächen und Objekten findet eine Auflösung der Kadrierung statt.

## Einzelausstellungen / Projektionen im öffentlichen Raum (Auswahl)
- 2021: Deviation One, Galerie der Gegenwart, Hamburg[1][5]
- 2020: Chains of Mania, Kesselhalle des Kraftwerk Bille, Hamburg[2]
- 2020: Passage, Videoinstallation für 3 Hallen, klubkatarakt/Kampnagel, Hamburg
- 2019: Topia II, Video- und Sound-Environment, Hamburger Architektur Sommer, Wandlerwerk im Kraftwerk Bille, Hamburg[6]
- 2019: Topia II, Part Two, Projektion im öffentlichen Raum, Hamburger Architektur Sommer, Buenos-Aires-Kai, Hamburg[7]
- 2017: Tour de Topia, mobile Projektion im öffentlichen Raum, Kulturhauptstadt Europas 2017, Aarhus, Dänemark[8]
- 2016: Topia, 3-Kanal-Videoinstallation, Halle 4 im Oberhafen, Hamburg[9]
- 2013: Dynamo Lines, 3-Kanal-Videoinstallation und Live-Sound-Performance mit Sergej Tolksdorf, Grunt Gallery, Vancouver, Kanada[10]
- 2013: Trapez, Projektion im öffentlichen Raum, Surrey Urban Screen, Surrey, Kanada[11]
- 2011: Rubato, 4-Kanal-Video- und Soundinstallation mit dem Ensemble Nelly Boyd, U.FO Kunstraum, Hamburg[12]
- 2007: Blackrocketbear, mobile Projektion im öffentlichen Raum, Scope Art Fair, Cinema-Scope, Lincoln Center/New York[5]

## Gruppenausstellungen / Projektionen im öffentlichen Raum (Auswahl)

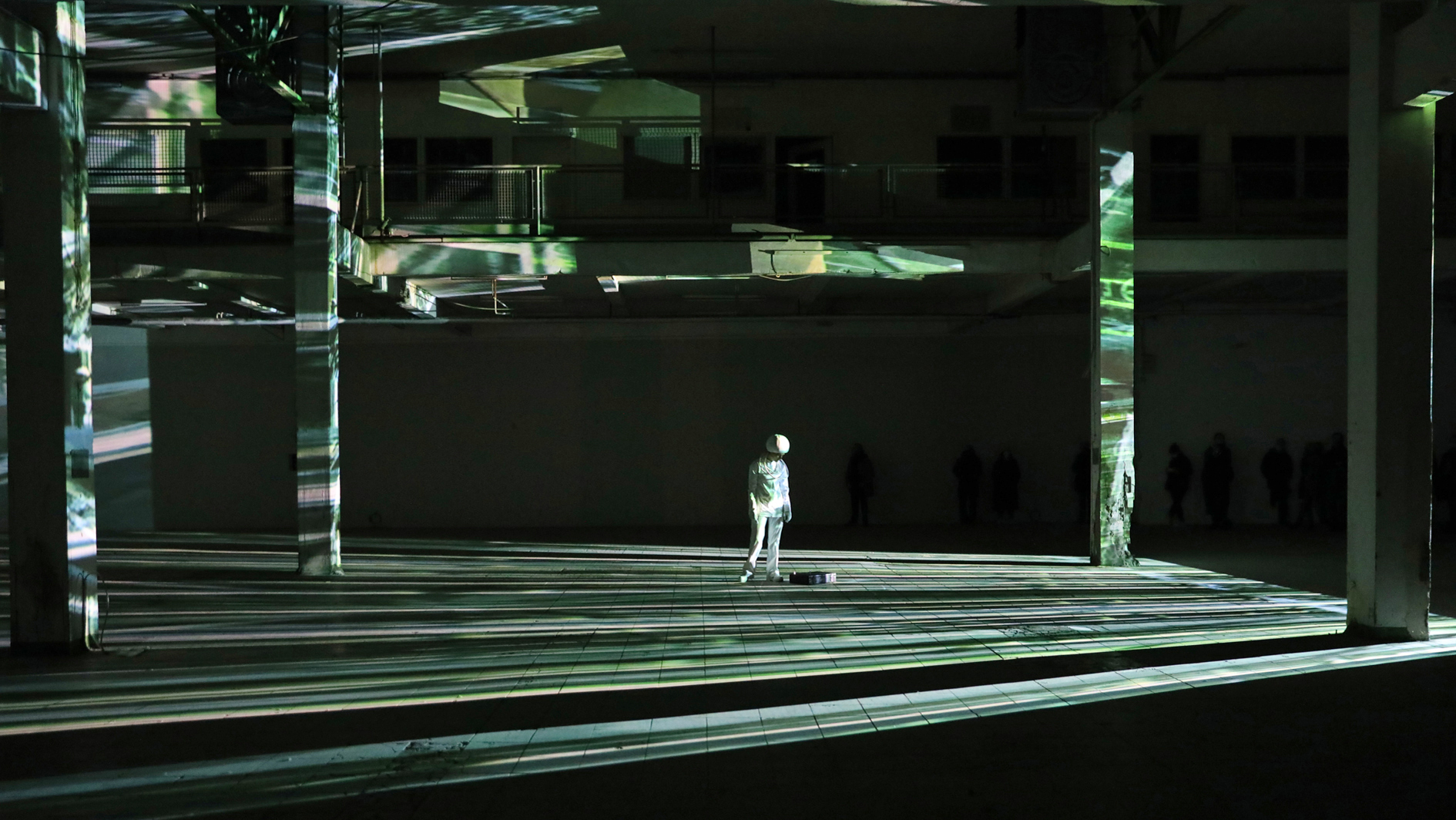
Chains of Mania, Video- und Soundinstallation mit mobiler Projektion und Live-Performance, Kraftwerk Bille 2020

- 2021: A Swimming Symphony, eine audiovisuelle Kooperation mit „The Heffels“, Westwerk, Hamburg[13]
- 2019: 10 Inch, Ausstellung im Rahmen des Projektes „Zeitgleich-Zeitzeichen“, bm Atelier, Hamburg
- 2018: Juxtalektrovision, audiovisuelle Performance, Erstaufführung, Felix Kubin (Elektronik/Effekte); Hubert Zemler (Percussion/Effekte), Josephin Böttger (Video), Future Soundscapes Festival im Silent Green, Berlin[14]
- 2017: Video Club 17, Videoinstallation, Performance, Konzert, Talk, kuratiert von Josephin Böttger und Dieter Söngen, Westwerk, Hamburg[15]
- 2015: Hinter der Fassade, Projektion auf die Fassade der HCU, „Von Zwei bis Zwei in der Shanghai“, Hafencity Universität und BDA, Hamburger Architektur Sommer[16]
- 2014: Zeichen 124, Videoloop in der Ausstellung Call „Stein In My Mind“, Hohenlockstedt
- 2011 T. Koller, Part Two, 3-Kanal-Videoinstallation, Digital Art & Sound Weekend / Transmediale, Walden Kunstausstellungen, Berlin
- 2007: Hibernation, Video und Installation[17]: GenArt Best of the Best, Cinema-Scope, Perpetual Art Machine at Scope Miami, Lentos Kunstmuseum Linz, Museum of Modern Art, Linz/Österreich

## Kurzfilme
- Topiaskop, 2019
- Trapez II, 2010
- Trust and Try, 2007
- Hibernation, Hibertalk, 2006

## Auszeichnungen
- Topiaskop, 2021, bester Kurzfilm, Festival du Film d’Architecture et des Adventures Constructives (FIFAAC), Bordeaux
- Carnivore, Mischwesen und andere Nomaden, 2016, Kunstbeutel #3, Behörde für Kultur und Medien,  Hamburg